# Celebi
|  | Per a altres significats, vegeu «Çelebi». |

Celebi (セレビィ, Serebī) és una de les espècies que apareixen a la franquícia Pokémon. És de tipus psíquic i planta. Va aparèixer per la primera vegada en els videojocs Pokémon Gold i Pokémon Silver i també té un lloc important a les pel·lícules Pokémon 4Ever i Zoroark: Master of Illusions. En els mangues de Pokémon Adventures, un dels principals antagonistes, Pryce, intenta trobar Celebi per poder viatjar en el temps.

## Disseny i característiques
Celebi va ser creat per Ken Sugimori i és una criatura verda semblant a una fada, com també a una ceba verda. Té peus sense dits, mans amb tres dits i ales transparents a l'esquena. El seu cap és rodó i s'acaba en una punta al darrere, semblant a la forma de la ceba. Té ulls blaus amb anelles gruixudes de color negre i un parell d'antenes verdes amb un punt blau. És un Pokémon llegendari que pot viatjar en el temps i és conegut com a «guardià del bosc», on és adorat com un déu. És un Pokémon de tipus planta/psíquic, el qual va debutar en el Pokémon Gold i Pokémon Silver. Vaga a través del temps, visitant diversos boscos antics sense molestar durant les èpoques pacífiques, deixant enrere herba i arbres florint. Sovint, deixa enrere un ou el qual porta del futur. L'existència continuada d'en Celebi significa un bon futur.

## Aparicions

### Videojocs
En els videojocs, Celebi és un Pokémon únic per esdeveniments, només disponible per ser distribuït des d'un esdeveniment. A la versió japonesa de Pokémon Crystal, Celebi es va poder trobar mitjançant l'ús d'una GS Ball, que es podia obtenir mitjançant l'ús del Pokémon Mobile System GB; tanmateix, en les versions de Crystal Console, la GS Ball es pot obtenir després d'entrar al Hall of Fame. Celebi es podia obtenir des del disc de bonificació japonès del Pokémon Colosseum, disponible en pre-comandes. Als Pokémon HeartGold i SoulSilver, Celebi activa un esdeveniment en el joc, que porta el jugador a temps per batallar contra en Giovanni. Celebi es va distribuir en projeccions de Phantom Ruler: Zoroark al Japó. En el Pokémon Black and White, en Celebi activa un esdeveniment que permet al jugador rebre en Zorua. A Amèrica del Nord, en Celebi es va distribuir a través de les botigues de la GameStop del 21 de febrer al 6 de març de 2011, o també adquirit a partir de la gira que va promoure els jocs Black and White que van començar el 5 de febrer de 2011. En els videojocs Pokémon X i Y es podia obtenir a en Celebi com a regal al banc Pokémon.
Fora de la sèrie principal, Celebi ha aparegut en els jocs: Pokémon Colosseum, Pokémon Mystery Dungeon (sèrie de jocs), Pokémon Ranger, PokéPark Wii: Pikachu's Adventure, Pokémon Go i Super Smash Bros. Melee i Brawl. Celebi té un paper important tant al Colosseum com al Pokémon Mystery Dungeon: Explorers of Time and Explorers of Darkness.